# Sogliano al Rubicone
Sogliano al Rubicone (romanyol nyelven Suyèn) település Olaszországban, Emilia-Romagna régióban, Forlì-Cesena megyében. Lakosainak száma 3126 fő (2023. január 1.). Sogliano al Rubicone Mercato Saraceno, Novafeltria, Roncofreddo, Sant'Agata Feltria, Sarsina, Talamello, Poggio Torriana és Borghi községekkel határos.

## Népesség
A település lakossága az elmúlt években az alábbi módon változott:
| Lakosok száma | 3251 | 3230 | 3126 |
|               | 2017 | 2018 | 2023 |